# Червоное (Мариупольский район)
Червоное (укр. Червоне) — село на Украине, находится в Мангушском районе Донецкой области.
Код КОАТУУ — 1423982203. Население по переписи 2001 года составляет 295 человек. Почтовый индекс — 87440. Телефонный код — 6297.

## История
Постановлением Сталинского облисполкома от 15.08.1945 г. населённому пункту колхоза «Червоный Орач» присвоено название хутор Червоный.
С марта 2022 года находится под контролем ВС РФ.

## Адрес местного совета
87440, Донецкая область, Мангушский район, с. Покровское, ул. Транспортная, 10